# Puccinellia mixta
Puccinellia mixta là một loài thực vật có hoa trong họ Hòa thảo. Loài này được Holmb. miêu tả khoa học đầu tiên năm 1920.